# Свети Георги (ротонда в Солун)
Вижте пояснителната страница за други значения на Свети Георги.
Гробницата на Галерий (на гръцки: Τάφος του Γαλέριου), по-късно превърната последователно в православна църква „Свети Архангели“ (Ασωμάτων Δυνάμεων) (400 г.), джамия (1590 г.) и отново в църква „Свети Георги“ (Αγίου Γεωργίου) (1912 г.), известна като Ротондата (Ροτόντα), е късноантична постройка в македонския град Солун, Егейска Македония, Гърция, част от дворцов или погребален комплекс на римския император Галерий. Църквата функционира предимно като музей, а богослужения в нея се извършват само на големите празници.
От 1988 година е част от обектите на световното наследство на ЮНЕСКО като част от Раннохристиянските и византийските паметници в Солун.

## История
Построяването на ротондата се отнася към 306 година. Съществуват няколко версии за предназначението на това съоръжение:
- мавзолей на Галерий, който не се използва по предназначение[4];
- част от дворцов комплекс за официални приеми (в полза на тази хипотеза свидетелстват остатъците от величествена галерея, водеща към ротондата от Арката на Галерий);
- храм, посветен на Непобедимото Слънце, покровителя на Диоклециан и Галерий;
- храм в чест на силно почитаните в тези места богове Кабири;
- храм на императорския култ (най-вероятната версия).

Вероятно, при управлението на императора Теодосий I Велики (379 – 395) или около 400 година съоръжението е превърнато в християнска църква (може би мартириум) и неговият първоначален план е изменен: достроен е купол (24,5 м) на ротондата, от югоизток е пристроена апсида, от западната страна – нартекс, зданието е обградено от деамбулаторий. Първоначално храмът, може би, е бил посветен на Иисус Христос или на Небесните Безплътни Сили (архангелите). В V век стените на църквата до основите на купола са облепени с цветни мраморни, декорирани с пиластри, корнизи, арки и т.н. От първоначалата декорация на храма са се съхранили фрагменти от мраморния амвон със сцената Поклонение на влъхвите (от 1900 година се намира в Археологическия музей на Истанбул).
В 1591 година, след завоеванието на Солун от турците, църквата е превърната в джамия от шейх Сюлейман Хортаджи ефенди, към нея е пристроено минаре, което днес е единственото оцеляло минаре в Солун. След освобождението на Солун от турците в 1912 година в ротондата е разположен Музей на християнското изкуство. След възстановяването на олтара на храма, на основата на споразумение с Министерството на културата, на великите празници в нея се извършва богослужение. В 1952 година е извършена реставрация на сградата и почистване на мозайките. В 1978 година сградата пострадва при земетресение, но скоро е възстановена.
Сградата започва да се нарича „Свети Георги“ в 1912 година по името на малката съседна църква, която е метох на атонския манастир Григорият. Предполага се, че в нея в 1591 година са пренесени много от иконите и другите реликви от ротондата. Названието Ротонда влиза в употреба най-рано в XVIII век.

## Архитектурни особености
Архитектурният тип на ротондата принадлежи към късноантичните култови и мемориални съоръжения. Зданието изцяло е построено от тухли, дебелината на стените е около 6,3 метра, те са прорязани с 8 дълбоки ниши-камери, завършващи с декоративни сводове. Съоръжението е увенчано с купол с диаметър 24,5 метра. Първоначално долната част на стените от вътрешната страна е била облицована с мрамор (облицовката не се е съхранила), а горната част и купола са украсени с мозайки. При преустройството на ротондата в християнски храм (края на IV – начало V век) в конструкцията са внесени следните изменения:
- за олтара е разширена източната ниша, което води до нарушение на цилиндричната форма на стените и след земетресението в XI век източната част на купола е разрушена и след това подсилена с две подпорни стени;
- около първоначалната стена на разстояние от 8 метра е построена втора стена с по-малка височина, в резултат на което първоначалната стена се превръща в кръг от колони, които рзделят централното пространство на храма;
- главният вход е пренесен от южната страна на западната;
- вътрешните помещения са украсени с мозайки;
- от запад към ротондата е пристроен неф.

С тези преустройства ротондата започва да напомня на трискатна базилика с цилиндрични скатове.

## Мозайки
След превръщането на съоръжението в християнски храм куполът му е украсен с мозайки, частично оцелели до наше време и представляващи един от най-добрите образци на раннохристиянски мозайки. Те оцелеляват по време на иконоборческата епоха неповредени, вероятно поради това, че са разположени високо на стените и купола.
- Мозайка на купола

Мозайката на купола е оцеляла само в неголеми фрагменти, на чиято основа се реконтруира общата композиция. В купола на ротондата на сребърен фон е изобразе Иисус Христос, носещ златен кръст (оцелели са фрагмент от вдигнатата ръка, краят на златния нимб и част от кръста). Медальон с неговия образ, обкръжен с венец и ивица звезди, носят 4 ангела (оцелели са главите и крилете), между които е разположен феникс на палма – символ на Възкресението (оцеляла е само главата на феникса), кръст и 2 палми (символ на Изтока). Композицията, по мнението на изследователите, е сцена от второто пришествие на Иисус Христос преди Страшния съд.
- Мозайки на стените

От мозайките от средния пояс са се зпазили само фрагменти от 24 двойки крака (на ангели или 24 апокалиптични старци) и ивица земя, покрита с трева и осеяна с червени и бели цветя. В по-долната зона на 7 панели (8 е разрушен) с размери 6 на 8 метра са се запазили фигурите на 17 мъченици (2 – фрагментарно) в поза орант (тоест с вдигнати за молитва ръце), сред които има не толкова популярни днес светци като Роман, Кирил, Лев, Онисфор, Евкарпий, Василиск, Порфирий, Филимон, Приск и Ферин. Около всеки от тях е написано името му, професия (епископ, презвитер, лекар, войн или флейтист), датата на почитане на паметта му. Може би подборът на светците и свързан с това, че техни са откритите в криптата реликви. Академик Виктор Лазарев отбелязва, че „фризообразната композиция в купола на църквата на Свети Георги представлява, строго погледнато, монументален календар“.
Фонът на всяка сцена с оранти са архитектурни постройки с величествен портал, високи куполи, фронтони, поддържани от аркади, представлващи вариации на базилика. На зданията са разположени фигури на павиани и висящи лампади. Тези съоръжения са смятани или за архитектурни фантазии в духа на стенописите в Помпей и декорациите на фасадите в скалните гробници в Петра, или за варианти на конкретен храм.
|                                        |                            |                                  |
| Мозайка на Светите Онисифор и Порфирий | Фреска Възнесение Христово | Мозайка на Светите Козма и Дамян |

Цветовата гама на мозайките прелива със злато и сребро, изразителността на живописта е построена на меките форми и традиции на елинистическата и римската портретография. Фигурите са леко обърнати, жестовете и физиогномиката им са изпълнени с покой, който има за цел да покже стабилност на съществуването, достъпна единствено в рая. Погледът на светците е мечтателен, вдъхновен.
Времето на създаването на мозайките е предмет на дискусия в науката (края на IV – началото на V век; средата или втората половина на V века; началото на VI век). Най-вероятно по аналогия със скулптурния портрет от края на IV век и някои другим мозайки в Салун, декорацията на ротондата отговаря на най-ранните датировки. Стилът на мозайките се характеризина с късноелинистическо влияние, но според Йозеф Стръжиговски изобразените на мозайките ландшафти имат ирански източници. Тази хипотеза не се поддържа от други изкуствоведи.
Освен мозайките на купола и в сводовете, в конхата на апсидата на църквата е запазена силно пострадала фреска на Възнесението (IX век), която е показателен образец за иконоборческия период в Солун.